# Ryszard Grzesik
Ryszard Grzesik (ur. 1964) – polski historyk, mediewista, profesor nauk humanistycznych, profesor zwyczajny Instytutu Slawistyki PAN.
Specjalizuje się w historii średniowiecznej Słowiańszczyzny i Węgier ze szczególnym uwzględnieniem kronik węgierskich. W 1988 ukończył studia historyczne na Uniwersytecie im. Adama Mickiewicza w Poznaniu. Doktorat obronił w 1995. Habilitował się w 2004. Tytuł naukowy profesora uzyskał w 2016.
Pełni funkcję przewodniczącego Rady Naukowej Instytutu Slawistyki PAN (wcześniej był jej wiceprzewodniczącym). Zajmuje stanowisko kierownika Zakładu Historii w tym Instytucie. Jest członkiem: Poznańskiego Towarzystwa Przyjaciół Nauk, Komisji Bałkanistyki przy Oddziale PAN w Poznaniu, Spišského dejepisného spolku, Rady Naukowej Instytutu Slawistyki PAN, Medieval Chronicle Society, Komisji Slawistycznej przy Oddziale PAN w Poznaniu oraz Towarzystwa Naukowego Polsko-Czeskiego.

## Publikacje monograficzne
- Kronika węgiersko-polska. Z dziejów polsko-węgierskich kontaktów kulturalnych w średniowieczu (1999)
- Polska Piastów i Węgry Arpadów we wzajemnej opinii (do 1320 roku)  (2001)
- Hungaria, Slavia, Europa Centralis : studia z dziejów kultury środkowoeuropejskiej we wczesnym średniowieczu  (2014)